# محمد فلاق

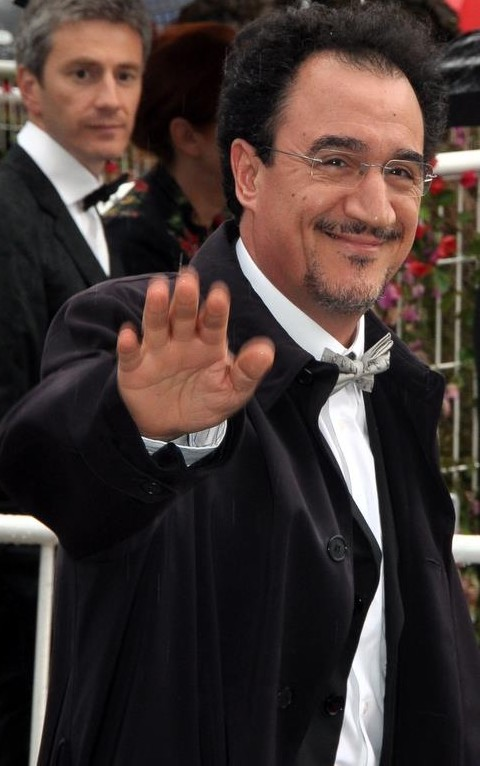

محمد فلاق ممثل كوميدي جزائري المعروف، كاتب وفكاهي. اتم دراسته الابتدائية في أزفون و دراسته الثانوية في المدرسة الثانوية علي ملاح في ذراع الميزان. دخل مدرسة الفنون المسرحية في الجزائر العاصمة في 1968 وبقي هناك لمدة أربع سنوات قائما بالعديد من المسرحيات في جميع أنحاء الجزائر. له عدة أدوار في التلفزيون و السينما, لكن أهم بروز له كان على خشبة المسرح. ثم أدى عشرات العروض في فرنسا.
من بين أعماله الشهيرة في بداية التسيعنات - كوكتيل خوروطوف - كلمة خروطوف تعني في اللهجة الجزائرية - الاكاذيب

## روابط خارجية
- محمد فلاق على موقع IMDb (الإنجليزية)
- محمد فلاق على موقع قاعدة بيانات الأفلام العربية
- محمد فلاق على موقع ألو سيني (الفرنسية)
- محمد فلاق على موقع ميوزك برينز (الإنجليزية)
- محمد فلاق على موقع أول موفي (الإنجليزية)
- محمد فلاق على موقع قاعدة بيانات الأفلام السويدية (السويدية)
- محمد فلاق على موقع قاعدة بيانات الفيلم (الإنجليزية)
- محمد فلاق على موقع كينوبويسك (الروسية)